# Dolina Zimnej Wody Orawskiej

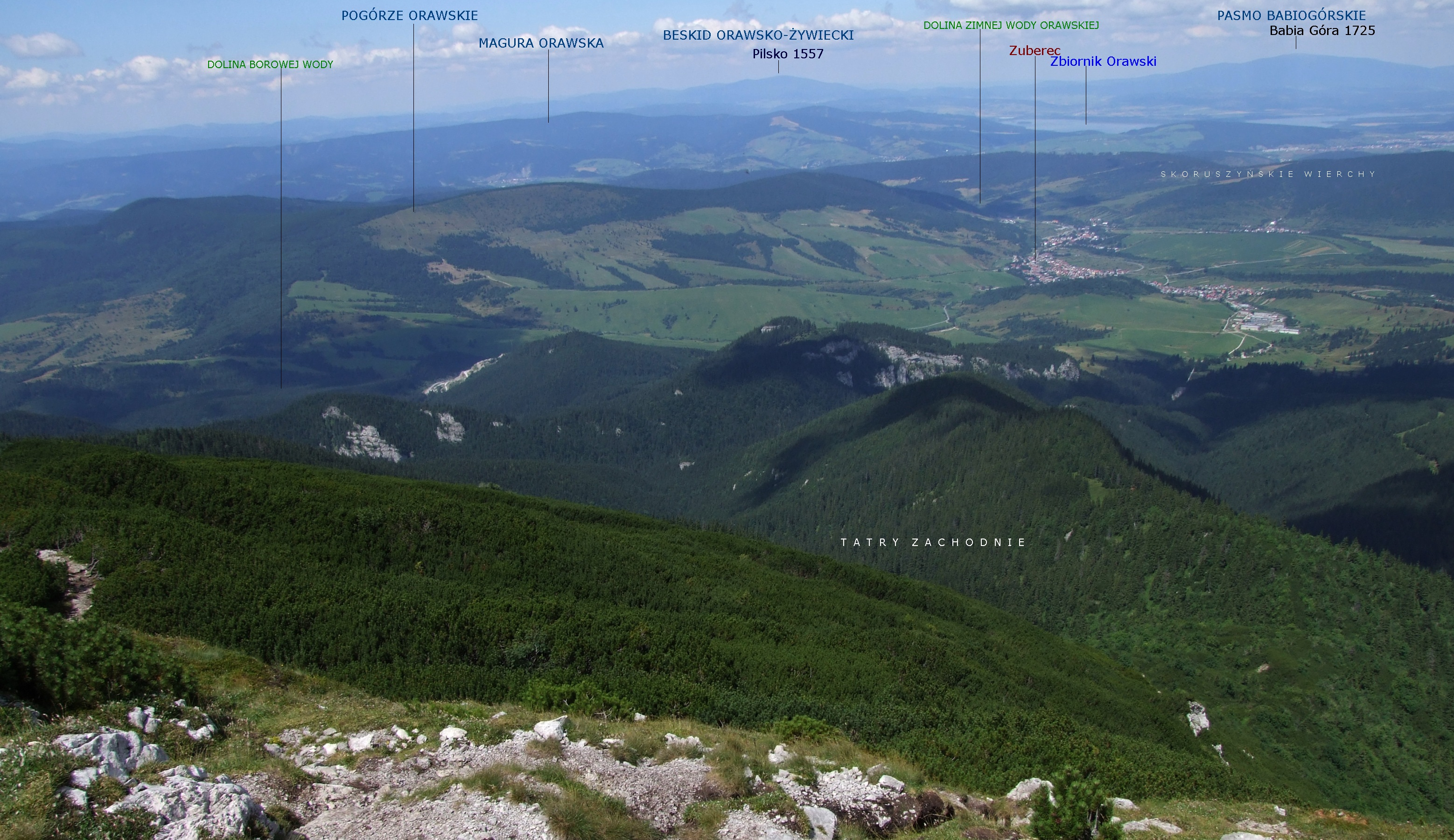
Dolina Zimnej Wody Orawskiej, widok z Białej Skały

Dolina Zimnej Wody Orawskiej lub po prostu Dolina Zimnej Wody (słow. Studená dolina) – duża dolina w Centralnych Karpatach Zachodnich na Słowacji, ciągnąca się od Kotliny Zuberskiej po Kotlinę Orawską. Według polskich autorów jest doliną graniczną; jej prawe zbocza tworzą Skoruszyńskie Wierchy, lewe Pogórze Orawskie. Według słowackiej mapy jest wewnętrzną doliną Skoruszyńskich Wierchów – stanowią one również jej lewe zbocza.
Doliną spływa duży potok górski Zimna Woda Orawska. Górnym odcinkiem doliny powyżej Kotliny Zuberskiej w kierunku południowo-wschodnim jest Dolina Zuberska, dolina walna Tatr Zachodnich
W Dolinie Zimnej Wody Orawskiej leżą wsie (licząc od dołu): Podbiel (częściowo), Orawski Biały Potok, Habówka i Zuberzec. Doliną biegnie szosa Podbiel – Zuberzec (fragment drogi krajowej nr 584 Podbiel – Liptowski Mikułasz).